# John van den Raadt
John van den Raadt (Placentia, 5 dicembre 1989) è un ex giocatore di football americano statunitense, che ha giocato come quarterback.